# Pulau Seraya
Pulau Seraya är en ö i Indonesien. Den ligger i provinsen Kepulauan Riau, i den nordvästra delen av landet, 1 000 km norr om huvudstaden Jakarta.